# Manoir de Boissy
Le manoir de Boissy est un manoir du XVIe siècle situé à Sully dans le département du Calvados en Normandie. 

## Localisation
Le manoir est situé au lieudit Boissy à Sully.

## Historique
Le manoir est bâti dans le dernier quart du  XVIe siècle, le porche est daté de 1585.
Le fief est connu depuis le XIe siècle et la possession fait l'objet de péripéties, après avoir été saisi il est restitué à la famille de Sully.
L'édifice a fait l'objet de nombreux changements de mains jusqu'au XIXe siècle. L'édifice a été dégradé au moment des combats de la Bataille de Normandie.
Le porche et le bâtiment contigu font l'objet d'une inscription aux monuments historiques par un arrêté du 18 septembre 2013.

## Architecture
Le manoir est bâti en pierre.
L'édifice est construit dans le style seconde Renaissance française. Il comporte des pilastres de ce style, des pinacles et des merlons, ainsi que des armoiries sur un cartouche qui sont présentes également sur une tour.